# Gonioctena kaufmanni
Gonioctena kaufmanni là một loài bọ cánh cứng trong họ Chrysomelidae. Loài này được Miller miêu tả khoa học năm 1881.